# Oranje-bulletin (verzetsblad, Leiden)
Dit Oranje-bulletin was een verzetsblad uit de Tweede Wereldoorlog, dat vanaf 2 oktober 1944 in Leiden werd uitgegeven. Het blad verscheen onregelmatig in een gedrukte en gestencilde oplage van 20000 exemplaren. De inhoud bestond voornamelijk uit binnenlandse berichten en mededelingen.
De kopij voor dit bulletin kwam van de Haagse organisatie en werd vervaardigd door de groep van de Kroniek van de week, een verzetsblad dat, net als Oranje-bulletin, in meerdere plaatsen in Nederland werd gemaakt en verspreid. Meestal met de ondertitel 'Vriheyt en is om gheen gelt te coop'.

## Gerelateerde kranten
- Kroniek van de week (verzetsblad, Leiden)[1]
- Oranje-bulletin (verzetsblad, 's-Gravenhage-Delft)[2]
- Oranje-bulletin (verzetsblad, Utrecht)[3]